# Copa del Príncipe de voleibol 2011
La Copa del Príncipe es una competición que se disputa en el voleibol a lo largo de dos días en una misma sede. La competición se lleva disputando durante varios años, siendo esta la VI edición. En esta ocasión, el Pabellón Municipal de Deportes (Lugo, España) acogerá un torneo cuya organización corrió a cargo del Emeve Laborat. Nupel.

## Sistema de competición
La primera fase se lleva a cabo durante la primera ronda de la liga regular o Superliga 2. Los 3 equipos con mayor número de puntos se clasifican por la vía deportiva y el organizador. En caso de que este esté en esas tres plaza, también iría el cuarto clasificado.
Una vez dentro, los equipos juegan un torneo con formato de "Final Four" con semifinales y final. En las semifinales se enfrentan los primeros contra los segundos del otro grupo. Los finalistas se dan cita al día siguiente para conocer quién será el vencedor y por lo tanto el campeón de la competición oficial.

## Equipos participantes
Organizador:
· Emeve Laborat. Nupel
Equipos de esta edición:
· UBE L,Illa Grau
· Seranco Vóley Guada
· Melchor Mascaró Petra

## Cuadro de la Copa
|  | Semifinales | Semifinales           | Semifinales | Semifinales           | Semifinales | Semifinales | Semifinales |                     |    | Final | Final | Final | Final | Final | Final | Final |  |
|  |             |                       |             |                       |             |             |             |                     |    |       |       |       |       |       |       |       |  |
|  |             |                       |             |                       |             |             |             |                     |    |       |       |       |       |       |       |       |  |
|  | 3           | Seranco Vóley Guada   | 26          | 25                    | 25          |             |             |                     |    |       |       |       |       |       |       |       |  |
|  | 3           | Seranco Vóley Guada   | 26          | 25                    | 25          |             |             |                     |    |       |       |       |       |       |       |       |  |
|  | 0           | UBE L,Illa Grau       | 24          | 18                    | 10          |             |             |                     |    |       |       |       |       |       |       |       |  |
|  | 0           | UBE L,Illa Grau       | 24          | 18                    | 10          |             | 3           | Seranco Vóley Guada | 25 | 25    | 25    |       |       |       |       |       |  |
|  |             |                       |             |                       |             |             |             | Seranco Vóley Guada | 25 | 25    | 25    |       |       |       |       |       |  |
|  |             |                       | 0           | Melchor Mascaró Petra | 21          | 15          | 14          |                     |    |       |       |       |       |       |       |       |  |
|  | 2           | Emeve Laborat. Nupel  | 0           | Melchor Mascaró Petra | 21          | 15          | 14          | 22                  | 25 | 21    | 25    | 8     |       |       |       |       |  |
|  | 2           | Emeve Laborat. Nupel  |             |                       |             |             |             | 22                  | 25 | 21    | 25    | 8     |       |       |       |       |  |
|  | 3           | Melchor Mascaró Petra | 25          | 21                    | 25          | 11          | 15          |                     |    |       |       |       |       |       |       |       |  |
|  | 3           | Melchor Mascaró Petra | 25          | 21                    | 25          | 11          | 15          |                     |    |       |       |       |       |       |       |       |  |
|  |             |                       |             |                       |             |             |             |                     |    |       |       |       |       |       |       |       |  |

| Predecesor: Copa del Príncipe 2010 Castellón | 'Copa del Príncipe 2011' Lugo | Sucesor: Copa del Príncipe 2012 Ibiza |